# I din röst
I din röst är ett album av Charlotte Perrelli, utgivet 2006. Det placerade sig som högst på 29:e plats på den svenska albumlistan.
Det är ett hyllningsalbum till Monica Zetterlund. De flesta melodierna är covers på Monica Zetterlund, men I din röst var nyskriven, av Charlotte Perrelli tillsammans med sina producenter.

## Låtlista
1. I din röst
2. Trubbel
3. Gröna små äpplen (Little Green Apples)
4. Mister Kelly
5. Monicas vals
6. Elinor Rydholm (Eleanor Rigby)
7. När min vän
8. Sakta vi gå genom stan ("Walkin' My Baby Back Home")
9. Nu är det gott att leva
10. Nu har jag fått den jag vill ha
11. När Charlie är född
12. Tillägnan

## Medverkandee
- Charlotte Perrelli - sång
- Micke Littwold - gitarr, producent
- Hasse Olsson) - piano, orgel, klaviatur, producent
- Magnus Helgesson - trummor, slagverk
- Hans Backa Eriksson - bas
- Mats Ronander - munspel
- Christian Bergqvist - violin
- Åsa Stove-Paulsson - viola
- Christina Wirdegren-Alin - violoncell

## Listplacering
| Lista (2006) | Topplacering |
| ------------ | ------------ |
| Sverige      | 29           |

### Fotnoter
1. ↑  ”Svensk mediedatabas”. http://smdb.kb.se/catalog/id/002054803. Läst 1 juni 2011.
2. ↑  ”Listplacering”. http://hitparad.se/showitem.asp?interpret=Charlotte+Perrelli&titel=I+din+r%F6st&cat=a. Läst 1 juni 2011.